# Esther Dale
Esther Dale, född 10 november 1885 i Beaufort, South Carolina, död 23 juni 1961 i Hollywood, Kalifornien, var en amerikansk skådespelare. Hon medverkade som birollsaktör i över 100 amerikanska filmer. Dale medverkade också i en handfull uppsättningar på Broadway.

## Filmografi i urval
- 1935 – Lilla hjärtetjuven
- 1935 – Enskilt område
- 1935 – Bröllopsnatt
- 1937 – Min fru har en fästman
- 1937 – Pappa har en väninna
- 1937 – I skyskrapornas skugga
- 1939 – Som skapta för varann
- 1941 – Lika barn leka bäst
- 1941 – Gift i misshugg
- 1941 – Kärlekens bakgata
- 1943 – Väninnor
- 1943 – Synda på nåden
- 1946 – Vi möts och vi skiljs
- 1946 – Stulet liv
- 1947 – Ägget och jag
- 1949 – Holiday Affair
- 1950 – Gift med en död man
- 1952 – Föryngringsprofessorn